# Garshuni
Garshuni of Karshuni (Syrisch: ܓܪܫܘܢܝ, Arabisch: كرشوني) is de Arabische taal geschreven in het Syrisch alfabet. Het gaat dan om Arabischtalige werken die geschreven zijn in het Syrisch. 
Garshuni dateert uit de zevende eeuw, toen het Arabisch een dominante gesproken taal werd binnen de Vruchtbare Halvemaan. Het Arabisch was als geschreven taal echter nog niet volledig ontwikkeld. Men is het er over het algemeen over eens dat het Arabisch schrijven in Garshuni een invloed heeft gehad op de stijl van het moderne Arabische alfabet. Na deze beginperiode uit de zevende eeuw, wordt het Garshuni heden nog steeds gebruikt onder Syrisch-christelijke denominaties in de Arabischsprekende regio’s van de Levant en Mesopotamië.
Bij het schrijven van Garshuni worden er bij de Syrische letters, de Arabische diakritische tekens gebruikt om de klinkers aan te duiden.

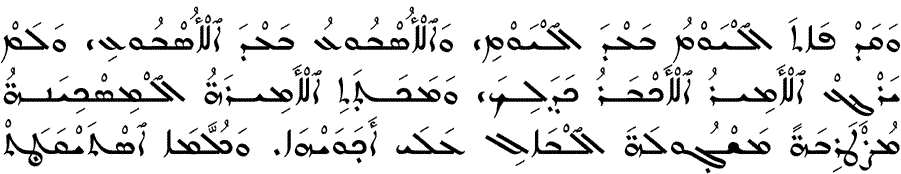
Garshuni in Serto-Syrisch